# Calodia spinifera
Calodia spinifera är en insektsart som beskrevs av Zhang 1990. Calodia spinifera ingår i släktet Calodia och familjen dvärgstritar. Inga underarter finns listade i Catalogue of Life.